# Táborfalva, Pesta
Táborfalva  este un sat în districtul Dabas, județul Pesta, Ungaria, având o populație de 3.409 locuitori (2011). 

## Demografie
Componența etnică a satului Táborfalva
     Maghiari (96,09%)
     Romi (2,43%)
     Necunoscut (0,27%)
     Alții (1,21%)
Componența confesională a satului Táborfalva
     Romano-catolici (42,62%)
     Fără religie (20,94%)
     Reformați (7,77%)
     Necunoscută (27,16%)
     Alte religii (2,14%)
Conform recensământului din 2011, satul Táborfalva avea 3.409 locuitori. Din punct de vedere etnic, majoritatea locuitorilor (96,09%) erau maghiari, cu o minoritate de romi (2,43%). Apartenența etnică nu este cunoscută în cazul a 0,27% din locuitori. Nu există o religie majoritară, locuitorii fiind romano-catolici (42,62%), persoane fără religie (20,94%) și reformați (7,77%). Pentru 27,16% din locuitori nu este cunoscută apartenența confesională.